# Nati nel 1348
| Questa pagina contiene informazioni ricavate automaticamente dalle voci biografiche con l'ausilio del template Bio e di un bot. L'aggiornamento è periodico e automatico e ricostruisce completamente la pagina. Se manca una persona in questa lista, sei pregato di non aggiungerla, ma accertati piuttosto che la sua voce biografica contenga il template Bio e che i dati anagrafici siano correttamente compilati. Se il template Bio manca, inseriscilo tu stesso o, in alternativa, metti l'avviso {{tmp\|Bio}} che ne segnala la mancanza. Se i dati riportati sono sbagliati, correggi direttamente la voce biografica; le modifiche saranno visibili in questa lista entro pochi giorni. Per chiarimenti vedi il progetto biografie. La lista contiene solo le 8 persone che sono citate nell'enciclopedia e per le quali è stato implementato correttamente il template Bio. Pagina aggiornata al 13 gen 2025. |

- 2 aprile - Andronico IV Paleologo, imperatore bizantino († 1385)
- 23 agosto - Girolamo Fiocchi, storico italiano († 1437)
- 1º ottobre - Isabella di Valois, principessa francese († 1372)
- Guillaume Fillastre, cardinale francese († 1428)
- Elisabetta Gonzaga, nobile italiana († 1383)
- Guglielmo II di Berg, nobile tedesco († 1408)
- Keraca di Bulgaria, principessa bulgara († 1390)
- Antonio II da Montefeltro, condottiero italiano († 1404)